# Ду (Ду)
Ду (фр. Doubs) насеље је и општина у источној Француској у региону Франш-Конте, у департману Ду која припада префектури Понтарлије.
По подацима из 2011. године у општини је живело 2654 становника, а густина насељености је износила 296,87 становника/km². Општина се простире на површини од 8,94 km². Налази се на средњој надморској висини од 813 метара (максималној 1.052 m, а минималној 795 m).

## Демографија
| 1962. | 1968. | 1975. | 1982. | 1990. | 1999. | 2011. |
| ----- | ----- | ----- | ----- | ----- | ----- | ----- |
| 623   | 789   | 1.049 | 1.267 | 1.677 | 2.266 | 2.654 |

График промене броја становника у току последњих година